# Un paso al abismo
Un paso al abismo fue una de las primeras telenovelas mexicanas en 1958 siendo dirigida y producida por Rafael Banquells. Esta telenovela ocupó el horario de las 6:30 de la tarde en el Canal 4 del Telesistema Mexicano. 
También significó el primer protagónico de Silvia Derbez como el estereotipo común y no como la mujer ambiciosa que interpretó en Senda prohibida, al igual que varios de los actores el escritor Manuel Canseco Noriega fue quien por primera vez adaptó y escribió la historia original mismo trabajo que desempeñó hasta su muerte en 1972.

## Elenco
- Silvia Derbez
- Luis Beristáin
- Enrique Del Castillo
- Lorenzo de Rodas
- María Gentil Arcos
- Bárbara Gil
- Queta Lavat
- Mario Requena